# Bohain-en-Vermandois
Bohain-en-Vermandois település Franciaországban, Aisne megyében. Lakosainak száma 5724 fő (2022. január 1.). Bohain-en-Vermandois Becquigny, Brancourt-le-Grand, Fresnoy-le-Grand, Prémont, Seboncourt, Vaux-Andigny és Grougis községekkel határos.

## Népesség
A település népességének változása:
| Lakosok száma | 7090 | 7271 | 6955 | 6300 | 5750 | 5670 | 5664 | 5686 | 5703 | 5724 |
|               | 1968 | 1982 | 1990 | 2006 | 2013 | 2015 | 2017 | 2019 | 2020 | 2022 |